# Пумпидо, Нери
Не́ри Альбе́рто Пумпи́до (исп. Nery Alberto Pumpido; род. 30 июля 1957[…], Монхе, Санта-Фе) — аргентинский футболист, вратарь. Игрок национальной сборной Аргентины.

## Биография
Чемпион мира (1986), участник двух Кубков Америки (1983; 1989 — третье место) и ещё двух чемпионатов мира — 1982 года и 1990, в ходе которого он, в самом начале получив тяжёлую травму, был заменён в заявке аргентинцев на Анхеля Комиссо, а оставшиеся матчи на турнире играл Серхио Гойкочеа.
Будучи футболистом, славился не только надёжной игрой в воротах, но и сильными и точными передачами на партнёров, которые часто приводили к опасным ситуациям у ворот соперников.
С 1999 года Пумпидо стал тренером, в 2002 году вместе с парагвайской «Олимпией» выиграл третий в истории клуба Кубок Либертадорес.
В 2010 году вернулся в «Олимпию» в качестве главного тренера клуба.

## Достижения

### Как игрок
- Чемпион мира (1): 1986
- Чемпион Аргентины (2): 1985/86
  - Вице-чемпион Аргентины (2): 1979 (Насьональ), 1984 (Насьональ)
- Обладатель Кубка Либертадорес (1): 1986
- Обладатель Межконтинентального кубка (1): 1986

### Как тренер
- Кубок Либертадорес (1): 2002